# Capanema (Pará)
Capanema es un municipio brasileño del estado de Pará. Se localiza a una latitud 01º11'45" sur y a una longitud 47º10'51" oeste, estando a una altitud de 24 metros. Su población estimada en 2009 era de 64.429 habitantes. Es el municipio más desarrollado de la región bragantina en el nordeste paraense. Aquí es fabricado el cemento Nassau, la primera y mayor fábrica de cemento del estado.

## Historia
El origen del nombre Capanema se dio debido a la construcción de la red telegráfica construida por el ingeniero Guilherme Schüch, el barón de Capanema, minero de la parroquia de Antônio Pereira, municipio de Ouro Negro, nacido el 17 de enero de 1824, hijo de austríacos. El nombre del río Capanema fue dado también en su homenaje, pues era en la orilla del río que Guilherme Schüch y su equipo paraban para descansar en los intervalos de trabajo.